# John Garrison
John Garrison   (West Newton, 13 de febrer de 1909 - Lincoln, 13 de maig de 1988) va ser un jugador d'hoquei sobre gel estatunidenc que va competir durant les dècades de 1920 i 1930. Estudià a la Universitat Harvard.
El 1932 va prendre part en els Jocs Olímpics de Lake Placid, on guanyà la medalla de plata en la competició d'hoquei sobre gel. Quatre anys més tard, als Jocs de Garmisch-Partenkirchen, guanyà la medalla de bronze en la mateixa competició.
En el seu palmarès també destaca una medalla d'or al Campionat del Món d'hoquei gel de 1933, primera que aconseguí la selecció estatunidenca.